# John de Jong
John de Jong (L'Aia, 8 marzo 1977) è un ex calciatore olandese, di ruolo centrocampista.

## Carriera
Nella sua carriera ha giocato per ADO Den Haag (la squadra della sua città), Utrecht, Heerenveen e PSV (dal 2000 al 2002 e dal 2003 al 2008. Si è ritirato il 26 febbraio del 2008 a causa di un infortunio al ginocchio subito in allenamento nel 2005. De Jong non è riuscito a ristabilirsi nemmeno dopo 35 mesi di riabilitazione e ha optato per l'abbandono dell'attività agonistica a 31 anni.

## Palmarès

### Club

#### Competizioni nazionali
- Campionato olandese: 5

PSV: 2000-2001, 2004-2005, 2005-2006, 2006-2007, 2007-2008
- Coppa dei Paesi Bassi: 1

PSV: 2004-2005
- Supercoppa dei Paesi Bassi: 3

PSV: 2000, 2001, 2003